# Cecryphalus strix
Cecryphalus strix is een vlinder uit de familie van de Houtboorders (Cossidae). De wetenschappelijke naam van deze soort is voor het eerst voorgesteld als Zeuzera strix door Grigori Jefimovitsj Groemm-Grzjimajlo in een publicatie uit 1895.
De soort komt voor in Georgië, Zuid-Armenië, Azerbeidzjan, Noord-Iran, Zuid-Kazachstan, Turkmenistan, Oezbekistan, Tadzjikistan, Kirgizië, Zuid-Mongolië en China (Xinjiang).